# Grabina Miedniewicka
Grabina Miedniewicka (dawniej Grabina) – osiedle mieszkaniowe w Skierniewicach w północno-wschodniej części miasta. Dawniej samodzielna wieś dołączona do granic administracyjnych Skierniewic w 1985 roku.
Wyróżnik Miedniewicka wprowadzono w 1973 roku w celu odróżnienia jej od drugiej Grabiny w gminie Skierniewice (nazywanej odtąd Radziwiłłowską). W 1977 roku Grabinę Radziwiłłowską włączono do gminy Puszcza Mariańska.

## Historia
Dawniej samodzielna miejscowość. Od 1867 wieś Grabina należała do gminy Skierniewka w powiecie skierniewickim w woj. warszawskim. 20 października 1933 utworzono gromadę Grabina w granicach gminy Skierniewka. 1 kwietnia 1939 roku Grabinę wraz z całym powiatem skierniewickim przeniesiono do woj. łódzkiego.
Podczas II wojny światowej w Generalnym Gubernatorstwie, w powiecie łowickim w dystrykcie warszawskim. W 1943 Grabina liczyła 200 mieszkańców. Po wojnie Grabina powróciła do powiatu skierniewickiego w woj. łódzkim jako jedna z 22 gromad gminy Skierniewka.
W związku z reorganizacją administracji wiejskiej jesienią 1954, Grabina weszła w skład nowej gromady Miedniewice. Od 1 stycznia 1973 w nowo utworzonej gminie Skierniewice (powiat skierniewicki). W latach 1975–1991 miejscowość należała administracyjnie do województwa skierniewickiego. 1 stycznia 1985 roku Grabinę Miedniewicką (225 ha) włączono do Skierniewic.

## Charakter osiedla
Osiedle Grabina charakteryzuje się wyłącznie zabudową domów jednorodzinnych. 

## Komunikacja
Osiedle posiada połączenia autobusowe Miejskich Zakładów Komunikacyjnych o numerach 5,10. Najbliższym przystankiem kolejowym jest przystanek PKP Skierniewice Rawka w odległości około 3 kilometrów od osiedla. 